# FMN reduktaza
FMN reduktaza (EC 1.5.1.29, NAD(P)H-FMN reduktaza (nespecifična), NAD(P)H-zavisni FMN reduktaza (nespecifična),  oksidoreduktaza (nespecifična), NAD(P)H:flavinska oksidoreduktaza (nespecifična), NAD(P)H2 dehidrogenaza (FMN) (nespecifična),  oksidoreduktaza (nespecifična), riboflavin mononukleotid reduktaza (nespecifična), flavine mononukleotid reduktaza (nespecifična), riboflavin mononukleotid (redukovani nikotinamid adenin dinukleotid (fosfat)) reduktaza, flavin mononukleotid reduktaza (nespecifična), riboflavin mononukleotid reduktaza (nespecifična), Fre (nespecifična)) je enzim sa sistematskim imenom riboflavin:NAD(P)+ oksidoreduktaza. Ovaj enzim katalizuje sledeću hemijsku reakciju
redukovani riboflavin + + {\displaystyle \rightleftharpoons } riboflavin + +
Ovaj enzim katalizuje redukciju rastvornih flavina redukcijom piridinskih nukleotida.

## Literatura
- Nicholas C. Price; Lewis Stevens (1999). Fundamentals of Enzymology: The Cell and Molecular Biology of Catalytic Proteins (Third изд.). USA: Oxford University Press. ISBN 019850229X.
- Eric J. Toone (2006). Advances in Enzymology and Related Areas of Molecular Biology, Protein Evolution (Volume 75 изд.). Wiley-Interscience. ISBN 0471205036.
- Branden C; Tooze J. Introduction to Protein Structure. New York, NY: Garland Publishing. ISBN 0-8153-2305-0.
- Irwin H. Segel. Enzyme Kinetics: Behavior and Analysis of Rapid Equilibrium and Steady-State Enzyme Systems (Book 44 изд.). Wiley Classics Library. ISBN 0471303097.
- William P. Jencks (1987). Catalysis in Chemistry and Enzymology. Dover Publications. ISBN 0486654605.

## Spoljašnje veze
- FMN+reductase+(NAD(P)H) на 